# Заборовиці (Свентокшиське воєводство)
Заборовиці (пол. Zaborowice) — село в Польщі, у гміні Мнюв Келецького повіту Свентокшиського воєводства.
Населення — 749 осіб (2011).
У 1975-1998 роках село належало до Келецького воєводства.

## Демографія
Демографічна структура на день 31 березня 2011 року:
|          | Загалом | Допрацездатний вік | Працездатний вік | Постпрацездатний вік |
| -------- | ------- | ------------------ | ---------------- | -------------------- |
| Чоловіки | 377     | 78                 | 263              | 36                   |
| Жінки    | 372     | 84                 | 200              | 88                   |
| Разом    | 749     | 162                | 463              | 124                  |